# Man or Muppet
Man or Muppet ist ein Song aus dem Walt-Disney-Film Die Muppets. Das Lied wurde von Bret McKenzie geschrieben und im Film von den beiden Hauptcharakteren Gary (gespielt von Jason Segel) und der Puppe Walter (Peter Linz) gesungen. Außerdem singen auch Bill Barretta und Jim Parsons die jeweiligen anderen Identitäten Gary (als Puppe) und Walter (als Mensch). Der Song erschien am 22. November 2011 als Teil des Soundtracks zum Film.
Man or Muppet gewann einen Oscar für den Besten Song bei der Oscarverleihung 2012. Er war außerdem in dieser Kategorie auch bei den Grammy Awards 2013, und den Satellite Awards 2011 nominiert. Auch bei den Critics’ Choice Movie Awards 2012 war Man or Muppet nominiert, konkurrierte dabei aber mit zwei weiteren Titeln aus dem Muppetfilm, nämlich Pictures in My Head und Life’s a Happy Song. Letzterer gewann schließlich.

## Hintergrund
Der Film handelt von einer existenziellen Krise, in der sich die beiden Hauptcharaktere des Films, die beiden Brüder Gary und Walter befinden. Gary ist ein Mensch, verbringt aber viel Zeit mit den Muppets und der Suche nach dem verschwundenen Kermit, wobei er dabei seine Freundin Mary (gespielt von Amy Adams) vernachlässigt. Walter dagegen ist eine Puppe, die unbedingt die Muppets kennen lernen wollte und nun kurz davor steht für diese aufzutreten, wobei er viel Lampenfieber hat. Beide laufen durch die Stadt und sehen ihre jeweils anderen Identitäten, also Gary als Puppe (von Bill Barretta gespielt) und Walter als Mensch (gespielt von Jim Parsons) in den Schaufenstern. Während sie den Song singen, kommen sich die beiden immer näher und treffen sich zu einer Art Musical-Szene an zwei weißen Klavieren. Am Schluss akzeptieren beide ihre Identitäten und nehmen ihr Leben wieder in die Hand. Gary versöhnt sich mit Mary und Walter tritt in der Show auf.

## Text und Musik
Der Text, der eine klassische Identitätskrise aus der Sicht der Charaktere beschreibt, und die Musik wurden von Bret McKenzie geschrieben, als das Drehbuch des Films bereits fertig war. Die Grundthematik stand also bereits fest. Auch musste der Text zum Rest des Muppet-Universums passen. McKenzie wurde daher darauf hingewiesen, dass das Wort „Puppe“ zu vermeiden sei, da sich die Muppets in ihrer Welt als Menschen verstehen. Außerdem wurden andere Songideen ein Riegel vorgeschoben. Die Produzenten des Films wollten keinen Hinweis auf Material zur Puppenherstellung haben und untersagten McKenzie auch die Verwendung des Wortes „mother-frogger“ (als Alternative zu Motherfucker) aus vorhersehbaren Motiven.
McKenzie, der außerdem auch die Titel Life’s a Happy Song, Me Party und Let’s Talk About Me für den Soundtrack schreiben durfte, orientierte sich an Soft-Rock-Powerballaden der 1970er und 1980er Jahre, insbesondere an Harry Nilssons Without You und Eric Carmens All by Myself. Er legte sehr viel Wert auf die Dramatik seines Werks und brachte Jason Segel sowie Peter Linz auch bei, dieses so dramatisch zu singen.

## Rezeption
Man or Muppet ist das erste Lied aus einem Muppetfilm, das einen Oscar gewinnen konnte. Es war das dritte Lied, das nominiert wurde. Das erste war Rainbow Connection aus Muppet Movie (1979, Oscarverleihung 1980) und das zweite The First Time It Happens aus Die große Muppet-Sause (1981, Oscarverleihung 1982). Es ist außerdem der zwölfte Song aus einem Disneyfilm, der einen Oscar erhielt.
Das Lied wurde noch für folgende Preise nominiert:
| Awards                                  | Awards                                      | Awards    | Awards |
| Preis                                   | Kategorie                                   | Resultat  |        |
| --------------------------------------- | ------------------------------------------- | --------- | ------ |
| Critics’ Choice Movie Awards 2012       | Bestes Lied                                 | Nominiert |        |
| Georgia Film Critics Association Awards | Best Original Song                          | Gewonnen  |        |
| Grammy Awards 2013                      | Bester Song geschrieben für visuelle Medien | Nominiert |        |
| Houston Film Critics Society            | Best Original Song                          | Nominiert |        |
| Oscarverleihung 2012                    | Bester Song                                 | Gewonnen  |        |
| Phoenix Film Critics Society            | Best Original Song                          | Nominiert |        |
| Satellite Awards 2011                   | Bester Filmsong                             | Nominiert |        |
| Sierra Awards 2011                      | Best Song                                   | Gewonnen  |        |